# 何淳之
何淳之（1558年—1603年），字仲雅，號芳林、又号太吴，南京留守左衛籍，直隸常州府無錫縣人，明朝政治人物。

## 生平
萬曆四年（1576年）丙子科鄉試一百二十五名舉人，萬曆十一年（1583年）中式癸未科會試十七名，萬曆十四年（1586年）補丙戌科殿試，登三甲第十六名進士。户部观政，任河南開封府推官。十九年行取，升南京四川道監察御史，二十年养病。

## 家族
曾祖何岳，生員；祖父何卿，封禮部郎中；父何汝健，嘉靖癸丑進士、浙江參議。母孫氏（封宜人）。兄何湛之，萬曆十七年己丑進士。弟澄之，武舉人；濬之，生员；湜之；淑之。

## 著作
工書法繪畫。